# Мачерата Фелтрия
Мачера̀та Фѐлтрия (на италиански: Macerata Feltria) е село и община в Централна Италия, провинция Пезаро и Урбино, регион Марке. Разположено е на 321 m надморска височина. Населението на общината е 2133 души (към 2010 г.).